# Polon
Polon (Po, łac. polonium) – pierwiastek chemiczny o liczbie atomowej 84, radioaktywny metal. W układzie okresowym leży w bloku p (grupa 16, okres 6). Polon bywa błędnie klasyfikowany jako półmetal, mimo że wykazuje typowe właściwości metalu.

## Historia odkrycia
Pierwiastek ten został odkryty w 1898 r. przez Marię Skłodowską-Curie i Pierre'a Curie – w tym samym roku co rad. Skłodowska nadała mu nazwę na cześć Polski (od łacińskiego słowa Polonia).

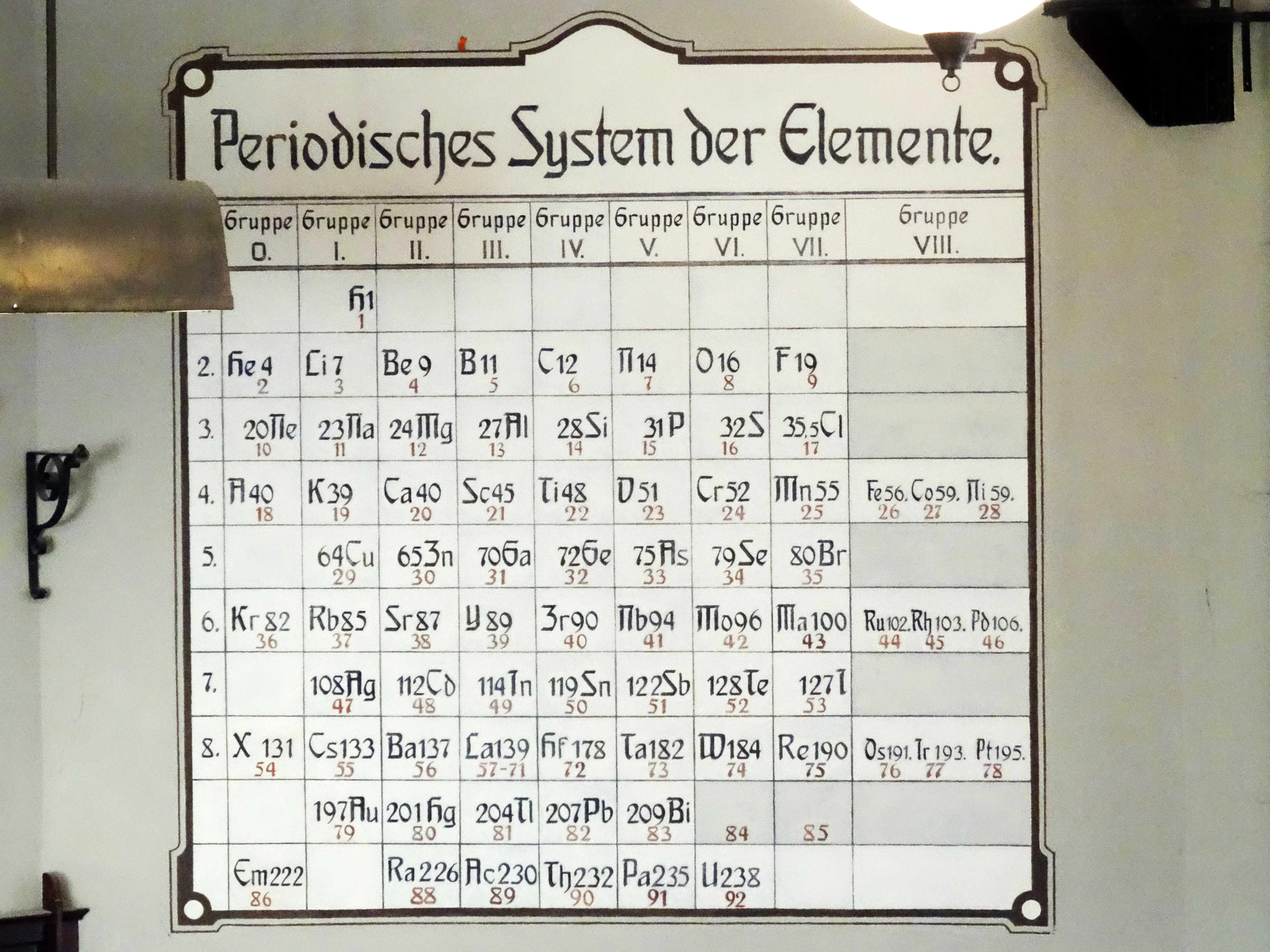
Odrestaurowany niemiecki układ okresowy z lat 1904–1945 (obecnie Politechnika Gdańska). Brak na nim pierwiastka 84, tj. polonu (Po), choć został on odkryty już w 1898 przez Marię Skłodowską-Curie

## Właściwości radioaktywne
Polon jest silnie radioaktywnym, srebrzystoszarym metalem. Jego właściwości fizyczne i chemiczne są zbliżone do selenu.
Jest silnym emiterem promieniowania alfa – miligram 210Po emituje tyle samo cząstek alfa co 4,5 grama 226Ra. Próbka polonu emanuje niebieską poświatą – jest to efekt wzbudzenia otaczającego ją powietrza. Jeden gram polonu wydziela 140 watów mocy, ogrzewając się przy tym do ponad 500 °C. Z tego względu był niegdyś używany jako lekkie źródło ciepła w satelitach i pojazdach kosmicznych, na przykład w radzieckich Łunochodach do ogrzewania podzespołów podczas zimnych nocy księżycowych. Obecnie jest wciąż czasem stosowany jako wygodne, wysokowydajne źródło cząstek α.

## Izotopy
Polon ma 33 izotopy z przedziału mas 188–220. Nie ma stabilnych izotopów. Najtrwalszy izotop 209, o okresie połowicznego rozpadu wynoszącym 103 lata, nie występuje naturalnie. Jego nukleosynteza, podobnie jak izotopu 208 (t½ = 2,9 lat), wymaga bombardowania ołowiu lub bizmutu naładowanymi cząstkami (protonami, deuteronami lub cząstkami α) w synchrotronie. Najtrwalszym naturalnie występującym izotopem jest 210Po o t½ = 138,3 dnia. Produktem jego rozpadu jest stabilny izotop ołowiu 206Pb. Praktycznie wszystkie badania polonu prowadzone są z użyciem izotopu 210.

## Występowanie
Polon występuje w skorupie ziemskiej w śladowych ilościach w rudach uranu oraz jako tlenek. Jego stężenie w tych rudach jest jednak tak małe (7,4×10−11 g 210Po / g 238U), że przemysłowo opłaca się go otrzymywać na drodze bombardowania bizmutu neutronami:
20983Bi + 10n __͕ 21083Bi + γ _t½ = 5,01 dnia_͕ 21084Po + β− + νe
Powstały 210Po jest oczyszczany przez destylację próżniową. Roczne naświetlanie kilograma bizmutu strumieniem 1024 n/(cm²·s) daje ok. 25 mg 210Po, co jest ilością niemożliwą do wyizolowania ze źródeł naturalnych. Światowa produkcja tego izotopu wynosi ok. 100 gramów rocznie. Ilość polonu w skorupie ziemskiej jest na tyle mała, że nie podaje się żadnych, nawet szacunkowych danych na ten temat. Jego zawartość w wodzie morskiej oceniana jest na 2×10−11 ppb.

## Związki chemiczne
Znanych jest kilkanaście związków chemicznych polonu: tlenki PoO2 i PoO3, wodorek PoH2, wodorotlenek Po(OH)2, halogenki, np. PoCl4, PoBr4, siarczek PoS, sole – polonki takie jak MgPo i związki metaloorganiczne. Związki te nie mają jednak praktycznego zastosowania ze względu na gigantyczny koszt produkcji samego polonu. PoF6 był używany w latach sześćdziesiątych XX wieku w ZSRR jako aktywator lakierów luminescencyjnych stosowanych w świetlówkach, później został jednak zastąpiony tańszymi zamiennikami.

## Oddziaływanie na organizmy żywe
Polon jest silnie toksyczny. LD50 dla polonu wynosi ok. 1 mikrograma, co czyni go około 50 000 razy bardziej trującym niż cyjanowodór. Emitowane cząstki alfa z łatwością niszczą strukturę tkanek, jeśli tylko polon dostanie się do organizmu poprzez inhalację, połknięcie lub absorpcję. Polon nie przenika przez skórę, toteż znajdując się na zewnątrz ciała nie stanowi tak wielkiego zagrożenia. Izotopy polonu 212Po, 214Po i 218Po, jako produkty rozpadu radonu, w śladowych ilościach znajdują się w powietrzu wewnątrz pomieszczeń. Dodatkowe zagrożenie stwarza palenie tytoniu, do którego liści przenika polon obecny w nawozach fosforowych.
Pierwszymi ofiarami śmiertelnymi działania polonu byli prawdopodobnie japoński naukowiec Nobuo Yamada (zm. 1927) i polska badaczka Sonia Cotelle (zm. 1945). Wysokie stężenie 210Po stwierdzono w organizmie Aleksandra Litwinienki, otrutego w listopadzie 2006 roku w Londynie. Sól polonu, prawdopodobnie azotan, pochodziła z jednego z rosyjskich reaktorów jądrowych i została mu podana w herbacie. Litwinienko zmarł po 23 dniach. Istnieją podejrzenia, że także polonem został otruty Jasir Arafat.